# Synagoga Or Zion w Berlinie
Synagoga Or Zion w Berlinie – synagoga znajdująca się w Berlinie, przy Joachimstaler Strasse 13. Obecnie jest jedynym miejscem modlitwy sefardyjskich Żydów w mieście.
Synagoga została założona w 2000 roku z inicjatywy sefardyjskiego rabina Avrahama Dausa. Sala modlitw mieści się małym pomieszczeniu na czwartym piętrze frontowego budynku.